# Bounty Bob Strikes Back!
Bounty Bob Strikes Back! is een platformspel van Big Five Software, oorspronkelijk uitgebracht voor de Atari 8 bit-familie in 1984. Later verschenen versies voor de Atari 5200, Commodore 64 en de ZX Spectrum. Het spel is het vervolg op Miner 2049er en is ontworpen door Bill Hogue en Curtis Mikolyski.

## Gameplay
De gameplay van het spel is vergelijkbaar met de voorloper. Binnen een bepaalde tijd moet de speler een sectie van 25 mijnen inspecteren. Men krijgt echter te maken met mutanten, welke de speler dwarsbomen. Indien de speler een leven verliest, kan men gewoon verder waar hij of zij gebleven was. De eerder geïnspecteerde mijnen blijven geïnspecteerd. In de voorloper moest de speler echter weer opnieuw beginnen.

## Ontvangst
Het spel behaalde een 19e positie in de lijst van beste computerspellen aller tijden van het Britse tijdschrift Your Sinclair.
| Beoordeeld door                     | Jaar | Platform     | Score |
| ----------------------------------- | ---- | ------------ | ----- |
| Digital Press - Classic Video Games | 2005 | Atari 5200   | 95%   |
| Your Spectrum                       | 1985 | ZX Spectrum  | 90%   |
| Zzap!                               | 1985 | Commodore 64 | 89%   |
| Commodore User                      | 1985 | Commodore 64 | 60%   |
| Sinclair User                       | 1985 | ZX Spectrum  | 60%   |
| Tilt                                | 1985 | Commodore 64 | 50%   |
| ASM (Aktueller Software Markt)      | 1986 | Commodore 64 | 8%    |

## Trivia
- Het spel is opgenomen in het boek 1001 Video Games You Must Play Before You Die van Tony Mott.